# Temporada de ciclones no Pacífico Sul de 2006-2007
A temporada de ciclones do Pacífico Sul de 2006–07 foi um evento no ciclo anual de formação de ciclones tropicais. Começou em 1 de novembro de 2006 e terminou em 30 de abril de 2007. Essas datas delimitam convencionalmente o período de cada ano em que a maioria dos ciclones tropicais se forma no sul do Oceano Pacífico a leste de 160°E. Além disso, o plano operacional de ciclone tropical regional define um ano de ciclone tropical separadamente de uma temporada de ciclone tropical, e o "ano de ciclone tropical" vai de 1 de julho de 2006 a 30 de junho de 2007.
Os ciclones tropicais entre 160°E e 120°W e ao norte de 25°S são monitorados pelo Serviço Meteorológico de Fiji em Nadi. Aqueles que se movem ao sul de 25°S são monitorados pelo Centro Meteorológico Regional Especializado em Wellington, Nova Zelândia.

## Perspectivas sazonais
Durante setembro de 2006, o Serviço Meteorológico de Fiji (FMS) relatou que o desenvolvimento de um episódio de El Niño fraco a moderado era provável, o que poderia levar aos primeiros meses de 2007. Como resultado, o FMS previu que o El Niño teria um efeito significativo na frequência e distribuição dos ciclones tropicais na bacia do Pacífico Sul e além durante a próxima temporada. Eles também previram que a temporada poderia ver um número acima da média de ciclones tropicais ocorrer, com uma tendência maior para eles se formarem próximo e a leste da Linha Internacional de Data. Também foi previsto que um ciclone tropical pode se formar durante o início da temporada ou durante a pré-temporada. O FMS também previu que as nações insulares de Fiji, Tonga, Niue, Samoa e as Ilhas Cook teriam uma chance maior do que o normal de serem afetadas por um ciclone tropical.
O FMS, juntamente com outros serviços meteorológicos do Pacífico, incluindo o MetService da Nova Zelândia, o Instituto Nacional de Pesquisa Hídrica e Atmosférica (NIWA) e o Escritório Australiano de Meteorologia contribuíram para a previsão do ciclone tropical da Atualização do Clima da Ilha que foi lançada em outubro de 2006. A perspectiva levou em consideração o desenvolvimento de condições de El Niño fracas a moderadas que foram observadas em todo o Pacífico. A perspectiva previa que um número acima da média de ciclones tropicais se desenvolvesse durante a temporada de 2006–07, com dez ciclones tropicais ocorrendo em média entre 135°E e 120°W durante os anos de El Niño. Também foi observado que pelo menos metade dos ciclones tropicais atingem a força de um furacão e se tornam ciclones tropicais severos de categoria 3. O Island Climate Outlook previu que o primeiro ciclone tropical da temporada poderia ocorrer, antes do final de novembro ou cerca de um mês antes do normal.

## Resumo sazonal
A temporada de ciclones do Pacífico Sul de 2006-07 começou cedo com uma perturbação tropical que se transformou no Ciclone Xavier, no final de 21 de outubro. Xavier se intensificou rapidamente e se tornou um ciclone tropical severo de categoria três na escala de intensidade de ciclones tropicais australianos durante o dia seguinte. Como um ciclone tropical severo, Xavier passou por Tikopia e então continuou a se intensificar e atingiu seu pico de velocidade do vento no início de 24 de outubro. Xavier então enfraqueceu rapidamente durante o dia seguinte, o que levou à emissão dos avisos finais em 26 de outubro. Enquanto Xavier estava ativo, a Depressão Tropical 02F formou-se em 24 de outubro a nordeste da Samoa Americana. À medida que a depressão se movia em direção ao oeste, ela permaneceu fraca, pois foi gravemente afetada pelo fluxo de saída do ciclone Xavier. O aviso final foi lançado em 29 de outubro. No início de 1 de novembro, o distúrbio tropical 03F formou-se a nordeste de Fiji. Foi então atualizado para uma Depressão Tropical mais tarde naquele dia. A depressão então vagou pela Linha Internacional de Data por alguns dias sem qualquer desenvolvimento significativo, com o comunicado final sendo emitido pelo RSMC Nadi no início de 3 de novembro. O ciclone Yani formou-se como um distúrbio tropical fraco em 16 de novembro e foi atualizado para Depressão Tropical 04F no dia seguinte. Ao longo dos próximos dias, a depressão moveu-se em direção ao oeste, desenvolvendo-se gradualmente até que um Alerta de Formação de Ciclone Tropical foi emitido no final de 21 de novembro. No dia seguinte, foi atualizado para Ciclone Yali pela RSMC Nadi e designado como 02P pelo JTWC, após ser classificado, Yani começou a se intensificar rapidamente tornando-se um ciclone tropical severo de categoria três no início de 23 de novembro. Yali então atingiu seu pico de velocidade de vento mais tarde naquele dia antes de começar a enfraquecer rapidamente no início de 24 de novembro, quando entrou em uma área de maior cisalhamento e foi rebaixado para uma Depressão Tropical mais tarde naquele dia.

## Sistemas

### Ciclone tropical severo Xavier
Durante 20 de outubro, o JTWC e o FMS começaram a monitorar uma depressão tropical, que se desenvolveu dentro da Zona de Convergência do Pacífico Sul, ao norte da província de Temotu, nas Ilhas Salomão. No dia seguinte, as condições ao redor do sistema tornaram-se rapidamente favoráveis para um maior desenvolvimento, com a convecção começando a envolver em um centro de circulação de baixo nível bem definido. Como resultado, a depressão desenvolveu-se rapidamente e foi batizada de Xavier pelo FMS durante o dia 22 de outubro, após ter se tornado um ciclone tropical de categoria 1 na escala de intensidade de ciclone tropical australiano. Depois que o sistema foi nomeado, o JTWC deu início a avisos sobre o sistema e o designou como Ciclone Tropical 01P, enquanto ele estava localizado nas Ilhas de Santa Cruz. Ao longo de 22 de outubro, a rápida intensificação de Xavier continuou com o desenvolvimento de uma característica ocular e se tornando um ciclone tropical severo de categoria 3. Durante aquele dia, o sistema realizou um pequeno loop ciclônico sobre a província de Temotu e passou perto ou sobre a Ilha de Santa Cruz de Tikopia. Depois de passar perto ou sobre Tikopia, o sistema começou a se mover para sudeste durante aquele dia, pois uma depressão de baixa pressão criou uma quebra na crista de alta pressão que estava dirigindo Xavier.
O FMS posteriormente estimou durante 24 de outubro, que o sistema atingiu o pico como um ciclone tropical severo de categoria 4 com velocidades de vento sustentadas de 10 minutos de 175 km/h (109 mph), enquanto estava localizado a cerca de 220 km (140 mi) a leste de Vanua Lava, no norte de Vanuatu. O JTWC também estimou durante 24 de outubro, que o sistema atingiu o pico com velocidades de vento sustentadas de 1 minuto de 215 km/h (134 mph), o que o tornou equivalente a um furacão de categoria 4 na escala de furacões de Saffir-Simpson. Ao longo do dia seguinte, o sistema manteve a sua intensidade de pico enquanto se movia para sudeste, antes de virar para oeste durante o dia seguinte em direção a Vanuatu e rapidamente enfraquecer após se mover para uma área de temperaturas mais frias da superfície do mar e forte cisalhamento vertical. Como resultado, durante 26 de outubro, o FMS e o JTWC relataram que o sistema havia enfraquecido em uma depressão tropical, antes que os remanescentes do sistema fossem notados pela última vez pelo FMS em 28 de outubro. Nas ilhas Santa-Cruz de Utupua e Vanikolo, alguns danos menores às árvores foram relatados, enquanto grandes danos às plantações de alimentos ocorreram em Tikopia. No entanto, a Rádio Nova Zelândia relatou que os danos gerais em Tikopia foram considerados leves, dadas as circunstâncias. Ventos fortes e tempestuosos, mar agitado e ondulações moderadas a pesadas foram relatados nas ilhas do leste de Vanuatuan, no entanto, nenhum dano significativo foi relatado dentro das ilhas.

### Depressão tropical 02F
Durante 24 de outubro, o FMS relatou que a segunda depressão tropical da temporada havia se desenvolvido, dentro de um vale de baixa pressão de cerca de 555 km (345 mi) ao noroeste da Samoa Americana. A convecção profunda persistiu ao redor do centro, no entanto, estava mal organizada com vários centros de circulação de baixo nível sendo relatados com cisalhamento ambiental ao redor do sistema mínimo. Durante o dia seguinte, enquanto se movia em direção ao oeste e cruzava a Linha Internacional de Data, a depressão perdeu toda a sua convecção profunda. O centro de circulação de baixo nível tornou-se difícil de localizar porque a depressão estava sendo influenciada desfavoravelmente pelo fluxo do ciclone Xavier. Como resultado do fluxo de saída, a depressão separou-se da onda de sudeste que ajudava a desenvolver o sistema, enquanto os ventos de oeste ao norte do sistema permaneceram fracos. O aviso final foi então emitido em 29 de outubro por RSMC Nadi quando a depressão se dissipou completamente.

### Depressão tropical 03F
No início de 1 de novembro, RSMC Nadi relatou que Distúrbio tropical 03F, havia se desenvolvido para o nordeste de Fiji, com vários centros de circulação. Mais tarde naquele dia, como a convecção foi deslocada para o norte do centro de circulação de baixo nível e a perturbação tornou-se mais bem organizada, ela foi designada como depressão tropical. O sistema então vagou pela mesma área geral por alguns dias sem nenhum desenvolvimento até que o comunicado final foi emitido pelo RSMC Nadi no início de 3 de novembro.

### Ciclone tropical severo Yani
No final de 16 de novembro, um distúrbio tropical fraco formou-se a noroeste de Tuvalu, embutido na Zona de Convergência do Pacífico Sul. O distúrbio não apresentava convecção organizada próximo ao centro de circulação de baixo nível e estava localizado em área de baixo cisalhamento vertical. Cedo no dia seguinte, enquanto a organização do sistema não havia melhorado muito, houve um aumento suficiente na convecção nos quadrantes norte e sul para RSMC Nadi designar a perturbação como Depressão Tropical 04F. Ao longo dos próximos dias, a depressão moveu-se gradualmente em direção ao sudoeste antes que o centro de circulação de baixo nível fosse realocado para o norte de Vanuatu no início de 19 de novembro. A depressão continuou a se desenvolver gradualmente, com um Alerta de Formação de Ciclone Tropical sendo emitido no final de 21 de novembro quando a convecção eclodiu sobre o centro de circulação de baixo nível com faixas de convecção envolvendo significativamente a circulação de baixo nível.
A depressão foi então promovida a um ciclone tropical de categoria um na escala de intensidade do ciclone tropical australiano no início de 22 de novembro, com o nome de Yani sendo atribuído. O JTWC também atualizou Yani para um ciclone tropical, enquanto o ciclone estava localizado a aproximadamente 425 km, (265 milhas), ao sudeste de Honiara, nas Ilhas Salomão. Yani então se intensificou rapidamente, sendo atualizado para um ciclone de categoria dois mais tarde naquele dia, enquanto um olho estava começando a se formar. Yani foi então atualizado para um ciclone tropical severo de categoria três no dia seguinte, quando um olho foi estabelecido. Mais tarde naquele dia, Yani atingiu seu pico de pressão de 960 hPa e suas velocidades de vento de pico de 140 km/h (87 mph) (10 min) e 130 km/h (81 mph) (1 min). Yani manteve seu pico de intensidade até o início de 24 de novembro, quando a tempestade começou a enfraquecer sob a força de cisalhamento de fortalecimento que destruiu seu centro de circulação de baixo nível e foi rebaixada para Depressão Tropical por RSMC Nadi mais tarde naquele dia. O JTWC então emitiu seu comunicado final no início do dia seguinte, enquanto o RSMC Nadi continuou emitindo comunicados até o final de 26 de novembro, quando a depressão passou para a área de responsabilidade do TCWC Brisbane. O JTWC mais tarde relatou que havia se dissipado naquele dia.

### Depressão tropical 05F
Uma área de mau tempo se desenvolveu a leste-nordeste da Ilhas Salomão em 28 de novembro. RSMC Nadi começou a monitorá-lo como um distúrbio tropical no início de 29 de novembro, enquanto se movia para o oeste em um ambiente favorável para o desenvolvimento. A perturbação mais tarde naquele dia foi classificada como uma depressão tropical. Em 30 de novembro, o Joint Typhoon Warning Center deu início a avisos sobre a tempestade, internamente numerada como Ciclone Tropical 04P. Sob forte cisalhamento do vento, a tempestade nunca se aprofundou e o JTWC interrompeu os avisos em 1 de dezembro, logo após RSMC Nadi.

### Depressão tropical 06F
Em 9 de janeiro RSMC Nadi identificou uma depressão tropical bem a leste da Linha Internacional de Data, localizada em um ambiente cisalhado, com convecção tendo persistido por 24 horas. Nunca se desenvolveu mais e no final de 15 de janeiro RSMC Nadi observou que o 06F havia se tornado extratropical. RSMC Nadi notou pela última vez dois dias depois.

### Ciclone tropical Zita
Em 16 de janeiro, um boletim marinho do RSMC Nadi identificou um distúrbio tropical a leste da Linha Internacional de Data. O centro de circulação de baixo nível não era identificável, mas foi estimado estar na borda sudoeste da convecção principal. Em 18 de janeiro, RSMC Nadi identificou o distúrbio como uma depressão tropical enquanto o sistema ainda estava mal organizado. Em 20 de janeiro, o Joint Typhoon Warning Center notou o sistema e tratou-o como um distúrbio tropical. Em 22 de janeiro, o JTWC emitiu um Alerta de Formação de Ciclones Tropicais no sistema. O sistema recebeu o nome de Zita por RSMC Nadi e comentou em seu resumo de perturbações tropicais que o ciclone havia sofrido um desenvolvimento explosivo. Em seguida, ele começou rapidamente a transição extratropical conforme se movia para sul-sudeste, com o JTWC declarando-o extratropical em 24 de janeiro. Ele entrou na área de alerta do TCWC Wellington mais tarde naquele dia, ao passar ao sul de 25°S, e completou a transição extratropical no início de 25 de janeiro.

### Ciclone tropical Arthur
Formando-se como depressão tropical em janeiro 25, Arthur rapidamente se intensificou em um forte ciclone de Categoria 2 na escala de intensidade australiana de acordo com o Centro Meteorológico Regional Especializado em Nadi, Fiji. O Joint Typhoon Warning Center avaliou que a tempestade atingiu o pico como um ciclone categoria 1 mínimo. Pouco depois de atingir o pico de intensidade, o ciclone começou a se deteriorar devido às condições desfavoráveis. Movendo-se rapidamente na direção leste-sudeste, o Arthur começou a passar por uma transição extratropical. Depois de virar para sudeste, o centro de circulação ficou quase totalmente exposto devido ao forte cisalhamento do vento. No entanto, Arthur fortaleceu-se brevemente no final de janeiro 26 antes de se tornar extratropical no dia seguinte. O ciclone tropical Arthur afetou várias pequenas ilhas durante sua existência. A Polinésia Francesa observou os efeitos mais notáveis da tempestade, onde vários deslizamentos de terra danificaram algumas casas.

### Depressão tropical 09F
RSMC Nadi notou uma perturbação tropical na área geral de 10°S a leste da Linha Internacional de Data em 30 de janeiro. Em 2 de fevereiro, RSMC Nadi atualizou-o para uma depressão tropical e, no dia seguinte, o Joint Typhoon Warning Center emitiu um alerta de formação de ciclone tropical. Em 4 de fevereiro, o JTWC atualizou a perturbação para um ciclone tropical, dando-lhe a designação 11P. No entanto, rapidamente se tornou extratropical e o aviso final foi emitido apenas 24 horas depois. RSMC Nadi também parou de monitorar a baixa em 5 de fevereiro.

### Depressão tropical 12F
Uma área de mau tempo formou-se a noroeste de Fiji em 19 de março e mudou-se para sudeste nos três dias seguintes com poucas mudanças na organização. Em 21 de março, o sistema começou a aumentar em organização, e RSMC Nadi designou o sistema Depressão Tropical 12F no final daquele dia, observando que o potencial para desenvolvimento em um ciclone tropical era de baixo a moderado devido ao aumento do cisalhamento do vento ao sul. O Joint Typhoon Warning Center emitiu um alerta de formação de ciclones tropicais no sistema agora quase estacionário no dia seguinte. RSMC Nadi elevou o potencial de desenvolvimento para alto e começou a emitir avisos no final do dia, mas a depressão logo se tornou desorganizada devido ao aumento do cisalhamento. O RSMC emitiu seu último comunicado no início de 25 de março.

### Ciclone tropical Becky
Uma área de mau tempo formou-se a noroeste de Vanuatu em 24 de março. O Centro Meteorológico Regional Especializado em Brisbane começou a monitorá-lo como uma baixa tropical no início de 25 de março, antes de se mover para o leste para a área de responsabilidade do RSMC Nadi mais tarde naquele dia. RSMC Nadi designou o sistema Tropical Depression 13F e observou que ele tinha um potencial moderado para se transformar em um ciclone tropical. Os alertas de distúrbios tropicais foram iniciados em 26 de março, conforme o sistema melhorava de organização. O Joint Typhoon Warning Center designou-o como ciclone tropical 21P mais tarde naquele dia. RSMC Nadi seguiu o exemplo e atualizou o sistema para um ciclone tropical e chamou-o de Becky.
Becky inicialmente fortaleceu-se rapidamente enquanto se movia na direção sul-sudeste, quase atingindo a intensidade equivalente a um furacão em 27 de março. RSMC Nadi emitiu inicialmente um alerta de tempestade para Vanuatu, mas o ambiente começou a se deteriorar, inibindo qualquer fortalecimento adicional. O ciclone começou a enfraquecer no final daquele dia, enquanto passava a oeste de Vanuatu, e RSMC Nadi emitiu seu comunicado final sobre distúrbios tropicais sobre Becky no início de 29 de março.

### Ciclone tropical Cliff
A depressão tropical 14F, localizada em torno de 15°S logo a oeste da linha de data, foi notado pela primeira vez por RSMC Nadi em 1 de abril como um sistema cisalhado localizado em um ambiente altamente cisalhado. Apesar disso, o sistema conseguiu se organizar e se intensificar conforme se movia para sudeste, e foi batizado de Ciclone Tropical Cliff em 4 de abril próximo à Linha Internacional de Data. O Joint Typhoon Warning Center designou-o como um ciclone tropical, o 23º no hemisfério sul para a temporada, mais tarde naquele dia, conforme bandas convectivas profundas começaram a se desenvolver. Continuando a se mover geralmente para o sudeste, Cliff atingiu o pico de intensidade em 5 de abril antes de começar a enfraquecer ao cruzar a área de responsabilidade do TCWC Wellington. Mais tarde naquela noite, Cliff começou a mostrar sinais de transição extratropical, fazendo com que as estimativas de intensidade da técnica Dvorak por satélite caíssem. O JTWC emitiu seu comunicado final no dia seguinte, seguido mais tarde naquele dia pelo TCWC Wellington enquanto completava a transição.

## Efeitos sazonais
| Nome                | Datas ativo                    | Classificação máxima                | Velocidade de vento sustentados | Pressão               | Áreas afetadas                        | Danos (USD) | Fatalidades | Refs |
| ------------------- | ------------------------------ | ----------------------------------- | ------------------------------- | --------------------- | ------------------------------------- | ----------- | ----------- | ---- |
| Xavier              | 21 de outubro–28               | Ciclone tropical severo categoria 4 | 175 km/h (110 mph)              | 930 hPa (27 inHg)     | Ilhas Salomão, Vanuatu                | Menor       | Nenhum      |      |
| 02F                 | 24 de outubro — 29             | Depressão tropical                  | Não definido                    | 1,004 hPa (29.6 inHg) | Nenhum                                | Nenhum      | Nenhum      |      |
| 03F                 | 24 de novembro — 3             | Depressão tropical                  | Não definido                    | 1,004 hPa (29.6 inHg) | Nenhum                                | Nenhum      | Nenhum      |      |
| Yani                | 16 de novembro–26              | Ciclone tropical severo categoria 3 | 140 km/h (85 mph)               | 960 hPa (28 inHg)     | Ilhas Salomão                         |             |             |      |
| 05F                 | 29 de novembro – 4 de dezembro | Depressão tropical                  | 55 km/h (35 mph)                | 997 hPa (29.4 inHg)   |                                       |             |             |      |
| 06F                 | 9 de janeiro–17                | Depressão tropical                  | 55 km/h (35 mph)                | 1,000 hPa (30 inHg)   |                                       |             |             |      |
| Zita                | 18 de janeiro–25               | Ciclone tropical categoria 2        | 100 km/h (65 mph)               | 975 hPa (28.8 inHg)   | Polinésia Francesa                    |             |             |      |
| Arthur              | 21 de janeiro–27               | Ciclone tropical categoria 2        | 100 km/h (65 mph)               | 975 hPa (28.8 inHg)   | Ilhas Samoa, Polinésia Francesa       |             |             |      |
| 09F                 | 1 de fevereiro–5               | Depressão tropical                  | Não definido                    | 997 hPa (29.4 inHg)   | Fiji                                  |             |             |      |
| 10F                 | Não definido                   | Distúrbio tropical                  | Não definido                    | Não definido          |                                       |             |             |      |
| 11F                 | Não definido                   | Distúrbio tropical                  | Não definido                    | Não definido          |                                       |             |             |      |
| 12F                 | 21 de março–25                 | Depressão tropical                  | 55 km/h (35 mph)                | 998 hPa (29.5 inHg)   |                                       |             |             |      |
| Becky               | 25 de março–29                 | Ciclone tropical categoria 2        | 110 km/h (70 mph)               | 975 hPa (28.8 inHg)   | Ilhas Salomão, Vanuatu Nova Caledónia |             |             |      |
| Cliff               | 1 de abril–6                   | Ciclone tropical categoria 2        | 100 km/h (65 mph)               | 980 hPa (29 inHg)     | Fiji                                  |             |             |      |
| 15F                 | Não definido                   | Depressão tropical                  | Não definido                    | Não definido          |                                       |             |             |      |
| Totais da temporada |                                |                                     |                                 |                       |                                       |             |             |      |
| 15 sistemas         | 21 de outubro – abril 6        |                                     | 175 km/h (110 mph)              | 930 hPa (27 inHg)     |                                       |             |             |      |